# Chim ăn mật đốm vàng
Chim ăn mật đốm vàng (danh pháp khoa học: Meliphaga notata) là một loài chim trong họ Ăn mật. Loài chim này là loài đặc hữu của miền bắc Queensland. Tên thông thường của loài chim này dùng để chỉ đốm lớn màu vàng phía sau mắt chúng.
Chim ăn mật đốm vàng có màu ô liu, nâu và xám. Trọng lượng của chúng dao động từ 23 đến 30 gram, sải cánh dài từ 8 đến 9 cm. Loài này có hai phân loài: Meliphaga notata notata và Meliphaga notata mixta. Chim ăn mật đốm vàng hung dữ và có tiếng kêu to như âm thanh của kim loại.

## Phân loại
Chim ăn mật đốm vàng thuộc bộ Sẻ và họ Ăn mật. Loài này bao gồm hai phân loài: Meliphaga notata notata và Meliphaga notata mixta. Phân loài đầu được Gould mô tả năm 1867 và phân loài sau được Matthews mô tả vào năm 1912. Danh pháp riêng notata xuất phát từ notatus trong tiếng Latin, có nghĩa là 'có đốm' hoặc 'có dấu'.
Cũng có một loài chim tương tự như loài chim ăn mật đốm vàng đã được mô tả vào năm 1844.

## Mô tả
Chim ăn mật đốm vàng có màu nâu ô liu ở phần thân trên và màu xám ô liu ở phần thân bên dưới. Tuy nhiên, trên đầu chim có những vùng màu vàng sáng hơn. Chúng có đôi chân, bàn chân, mắt và mỏ màu nâu, với chiều dài thân thể từ 16 đến 20 xentimét (6,3 đến 7,9 in).
Khối lượng của chim ăn mật đốm vàng trống dao động từ 24 đến 29,5 gam, với khối lượng trung bình là 27 gam. Con mái dao động từ 23,5 đến 30 gam, với khối lượng trung bình 25,9 gam.
Đối với phân loài Meliphaga notata notata, sải cánh trung bình của chim trống có thể lên đến 8,6 đến 9,1 xentimét (3,4 đến 3,6 in), trong khi con mái là 7,9 đến 8,3 xentimét (3,1 đến 3,3 in). Đối với phân loài Meliphaga notata mixta, sải cánh của con trống dao động từ 8,3 đến 8,7 xentimét (3,3 đến 3,4 in) và từ 7,7 đến 8,1 xentimét (3,0 đến 3,2 in) đối với cá thể mái.

## Môi trường sống
Loài chim này chủ yếu sống trong các rừng mưa nhiệt đới ởBắc Queensland, cực đông bắc Australia, từ Mackay đến phía bắc bán đảo Cape York. Năm 1901, chúng cũng được cho là từng sinh sống tại New Guinea.
Chim ăn mật đốm vàng thường sống ở độ cao hơn 200 mét (660 ft), nhưng đôi khi có thể được quan sát thấy ở độ cao lên tới 1.200 mét (3.900 ft) so với mực nước biển, mặc dù hiếm khi xuất hiện ở độ cao trên 500 mét (1.600 ft). Mặc dù loài chim này thường sống trong rừng, nhưng thi thoảng cũng đến thăm các vùng ngoại ô với đủ cây cối che phủ. Chúng thậm chí đã được quan sát thấy ở một số thành phố có trồng cây làm cảnh. Loài này sống ở cả hai môi trường rừng cây thưa lẫn rừng cây dưới các tán cây bụi.
Chim ăn mật đốm vàng cùng sinh sống hòa hợp với loài chim ăn mật duyên dáng.

### Quần thể
Chim ăn mật đốm vàng nằm trong danh mục ít được quan tâm nhất của Sách đỏ IUCN. Tổng quần thể của loài dường như ổn định. Phạm vi phân bố của chúng rộng trong một khoảng hơn 110.000 km vuông.

## Tập tính
Tiếng kêu của chim ăn mật đốm vàng nghe giống như một tiếng kim loại, the thé, "réo rắt với bốn đến năm lần 'ee-yeu' lặp lại liên tiếp". Tiếng kêu của loài chim này cũng được cho là giống như tiếng "súng máy". Nguồn thức ăn của loài bao gồm côn trùng, mật hoa và trái cây. Khi đậu trên cây, cơ thể của chúng nằm ngang một phần.
Chim ăn mật đốm vàng là loài ồn ào và hung dữ, có xu hướng sống đơn độc hoặc sống theo nhóm từ hai đến vài cá thể. Loài chim này không di trú.

## Sinh sản
Tổ của loài ong mật đốm vàng có hình cái chén, thường được đặt cố định ở ba điểm và làm bằng vỏ cây đan xen với những vật liệu nhẹ lấy từ thực vật. Tổ của chúng thường nằm trong các bụi rậm. Trong một vài trường hợp, loài chim này cũng làm tổ trên cây. Kích thước tổ thường sâu 4,4 xentimét (1,7 in) đến 7,6 xentimét (3,0 in), rộng từ 8,9 xentimét (3,5 in) đến 10,2 xentimét (4,0 in). Khi ấp trứng, diện tích thực tế của chiếc tổ dao động từ 3,8 xentimét (1,5 in) 5,1 xentimét (2,0 in) theo chiều sâu; 6,4 xentimét (2,5 in) đến 7,6 xentimét (3,0 in) theo chiều ngang.
Trứng của loài chim ăn mật đốm vàng hơi nghiêng, có hình elip với bề mặt nhẵn bóng. Hầu hết các trứng thường có màu trắng, nhưng một số quả có màu tím hoặc nâu ở trên đỉnh. Chim mái đẻ hai quả một lần, nhưng đôi khi chúng có thể đẻ đến ba quả cùng một lúc.
Mùa sinh sản của chim ăn mật đốm vàng kéo dài từ tháng 8 đến tháng 1. Chim non nở sau khoảng hai tuần ấp và rời tổ sau hai tuần tiếp theo hoặc lâu hơn.
Mỗi thế hệ của loài chim này kéo dài khoảng 5,5 năm.